# 加藤友弥
加藤 友弥（かとう ともや、1984年4月26日 - ）は、日本の男性総合格闘家。東京都荒川区出身。BONDS所属。BONDSグループ専務取締役。

## 来歴
14歳で暴走族「夜櫻會」に入り、1年後には参代目総會長となった。「夜櫻會」は18歳で引退した。
中学卒業後はクラブの用心棒となり、2005年からはISEが代表を務めるセキュリティー会社「BONDS」で働くようになった。
2008年3月30日、格闘技初参戦となったTHE OUTSIDER旗揚げ戦のメインイベントで与国秀行と対戦し、パウンドでTKO勝ち。MVPおよびベストバウト賞を受賞した。試合途中、レフェリーに注意されカッとなり突き飛ばし、リング上で正座する場面もあった。試合後にはリング上で会場にいた母親に向かって「勝ったぞ、オカンっ！」と叫んだ。
2008年7月11日、「THE OUTSIDER 第弐戦」に出場予定であったが、左肩関節脱臼のため欠場となった。
2008年12月20日、「THE OUTSIDER 第4戦」のメインイベントで清水征史郎と対戦。パンチの連打でTKO勝ち。
2009年3月15日、「クローズZERO II 公開記念 THE OUTSIDER SPECIAL」のセミファイナルでアパッチ小次郎と対戦し、膝蹴りでTKO勝ち。THE OUTSIDER 3連勝を果たした。

### DEEP
2009年6月30日、DEEP初参戦となったDEEP 42 IMPACTのフューチャーファイトで淡路基と対戦し、パンチ連打でTKO勝ち。
2009年8月23日、DEEP 43 IMPACTのフューチャーファイトで川崎泰裕と対戦し、判定負け。キャリア初黒星となった。
2009年12月27日、DEEPフューチャーキングトーナメント2009・ライト級に出場。5人参加のため1人だけ3試合を戦うことになったものの、3連続1RKO勝ちで優勝を果たした。12月19日のDEEP CAGE IMPACT 2009へのオファーもあったものの自らフューチャーキングトーナメント出場を望んだ。
2010年4月17日、DEEP 47 IMPACTで川崎泰裕と再戦し、2Rに2度のローブローにより川崎が試合続行不可能となり反則負けとなった。
2010年7月3日、DEEP 48 IMPACTで長倉立尚と対戦し、1Rに2度のローブローにより2試合連続の反則負けとなった。
2010年10月29日、サイパンで開催されたケージ大会「Trench Warz 13」でRobert Wusstig Jr.と対戦し、3-0の判定勝ちを収めた。
2010年12月11日、DEEP 51 IMPACTで杉内勇と対戦し、パウンドによるTKO勝ちを収めた。
2011年2月25日、DEEP 52 IMPACTで昇侍と対戦し、パンチの撃ち合いの中で右目尻をカットしドクターストップによるTKO負け。自身初のKO負けとなった。

## 戦績
| 総合格闘技 戦績 | 総合格闘技 戦績 | 総合格闘技 戦績 | 総合格闘技 戦績 | 総合格闘技 戦績 | 総合格闘技 戦績 | 総合格闘技 戦績 |
| --------------- | --------------- | --------------- | --------------- | --------------- | --------------- | --------------- |
| 14 試合         | (T)KO           | 一本            | 判定            | その他          | 引き分け        | 無効試合        |
| 10 勝           | 8               | 0               | 2               | 0               | 0               | 0               |
| 4 敗            | 1               | 0               | 1               | 2               | 0               | 0               |

| 勝敗 | 対戦相手           | 試合結果                                        | 大会名                                                     | 開催年月日     |
| ×    | 昇侍               | 1R 1:27 TKO（ドクターストップ：カットでの出血） | DEEP 52 IMPACT                                             | 2011年2月25日  |
| ○    | 杉内勇             | 1R 0:22 TKO（パウンド）                         | DEEP 51 IMPACT                                             | 2010年12月11日 |
| ○    | Robert Wusstig Jr. | 5分3R終了 判定3-0                               | Trench Warz 13: Vengeance                                  | 2010年10月29日 |
| ×    | 長倉立尚           | 1R 4:41 反則（ローブロー）                      | DEEP 48 IMPACT                                             | 2010年7月3日   |
| ×    | 川崎泰裕           | 2R 0:16 反則（ローブロー）                      | DEEP 47 IMPACT                                             | 2010年4月17日  |
| ○    | 西方清信           | 1R 2:26 TKO（パンチ連打）                       | DEEPフューチャーキングトーナメント2009 【ライト級 決勝】   | 2009年12月27日 |
| ○    | 江上剛             | 1R 4:30 TKO                                     | DEEPフューチャーキングトーナメント2009 【ライト級 準決勝】 | 2009年12月27日 |
| ○    | 大橋省吾           | 1R 1:08 TKO                                     | DEEPフューチャーキングトーナメント2009 【ライト級 1回戦】  | 2009年12月27日 |
| ○    | 三縄良太           | 5分2R終了 判定2-0                               | DEEP 44 IMPACT                                             | 2009年10月10日 |
| ×    | 川崎泰裕           | 5分2R終了 判定0-3                               | DEEP 43 IMPACT                                             | 2009年8月23日  |
| ○    | 淡路基             | 1R 1:30 TKO（パンチ連打）                       | DEEP 42 IMPACT                                             | 2009年6月30日  |
| ○    | アパッチ小次郎     | 1R 1:35 TKO（膝蹴り）                           | クローズZERO II 公開記念 THE OUTSIDER SPECIAL              | 2009年3月15日  |
| ○    | 清水征史郎         | 2R 0:36 TKO（パンチ連打）                       | THE OUTSIDER 第4戦                                         | 2008年12月20日 |
| ○    | 与国秀行           | 2R 1:40 TKO（パウンド）                         | THE OUTSIDER                                               | 2008年3月30日  |

## 獲得タイトル
- DEEPフューチャーキングトーナメント2009 ライト級 優勝（2009年）